# Segur (Avairon)
Segur (occità) o Ségur (francès) és un municipi francès, al departament de l'Avairon i a la regió d'Occitània.
| 1962                                       | 1968 | 1975 | 1982 | 1990 | 1999 | 2006 |
| ------------------------------------------ | ---- | ---- | ---- | ---- | ---- | ---- |
| 761                                        | 896  | 803  | 738  | 662  | 623  | 595  |
| Des de 1962: població sense dobles comptes |      |      |      |      |      |      |

| Període | Identitat        | Partit |
| ------- | ---------------- | ------ |
| 2001-   | Hubert Capoulade |        |